# Empress Of
Empress Of, pseudonimo di Lorely Rodriguez (19 ottobre 1989), è una cantante statunitense di origini honduregne.

## Discografia

### Album in studio
- 2015 - Me
- 2018 - Us
- 2020 - I'm Your Empress Of
- 2024 - For Your Consideration

### EP
- 2013 – Systems
- 2014 – Tristeza
- 2016 – Google Play: Live at the Milk JamRoom
- 2022 – Save Me

### Singoli
- 2012 – Champagne
- 2013 – Realize You
- 2015 – Water Water
- 2015 – Kitty Kat
- 2015 – How Do You Do It
- 2015 – Standard
- 2015 – Icon
- 2016 – Woman Is a Word
- 2017 – Go to Hell
- 2018 – Trust Me Baby
- 2018 – When I'm With Him
- 2018 – Love For Me
- 2018 – I Don't Even Smoke Weed
- 2020 – Call Me
- 2020 – Give Me Another Chance